# Мечеть Сеид Яхья
Мечеть Сеид Яхья (азерб. Seyid Yəhya məscidi) — мечеть в Баку в историческом районе Ичери-шехер (Старый город), улица Асафа Зейналлы, 18. Памятник архитектуры национального значения.

## История
Построена в начале XVII века на средства Сейида Яхьи Муртуза (могила у входа в мечеть).
В советские времена в помещениях мечети были организованы столярные мастерские.
В 1990 году возвращена мусульманской общине.